# Жефф Рен-Аделаїд
Жефф Рен-Аделаї́д (фр. Jeff Reine-Adélaïde, нар. 17 січня 1998, Шампіньї-сюр-Марн) — французький футболіст, півзахисник італійського клубу «Салернітана».

## Клубна кар'єра
Народився 17 січня 1998 року в місті Шампіньї-сюр-Марн. Жефф починав займатися футболом в шість років у рідному місті. З 2010 по 2015 року проходив футбольне навчання в академії «Ланс». З початку 2015 року став грати за резервну команду клубу. 
Гравцем активно цікавився лондонський "Арсенал" і вже влітку 2015 року Рен-Аделаїд став гравцем англійської команди. За повідомленнями, його вартість склала 1,75 млн фунтів стерлінгів. 9 січня 2016 року Рен-Аделаїд дебютував за першу команду, з'явившись на полі на 80-й хвилині, замінивши Хоеля Кемпбелла у поєдинку Кубка Англії проти «Сандерленда». Також в тому сезоні взяв участь ще в одній зустрічі розіграшу Кубка проти «Галл Сіті». У наступному сезоні 2016/17 француз зіграв у шести матчах за клуб ( по ри у Кубку Англії та Кубку ліги) і став з командою володарем національного кубка, хоча у фінальному матчі не потрапив навіть у заявку.
31 січня 2018 року на правах оренди перейшов у «Анже», яке вже в липні того ж року викупила контракт гравця. Загалом за півтора сезони відіграв за команду з Анже 46 матчів у національному чемпіонаті.
14 серпня 2019 перейшов до «Ліона», вартість трансферу склала 25 мільйонів євро.
У сезоні 2020–2021 на правах оренди виступав у складі «Ніцци».

## Виступи за збірні
2014 року дебютував у складі юнацької збірної Франції, разом з якою став чемпіоном Європи серед юнаків до 17 років у 2015 році, зігравши на турнірі у всіх п'яти зустрічах і був включений до символічної збірної турніру. Цей результат дозволив команді взяти участь у чемпіонаті світу 2015 року серед юнацьких команд, де Рен-Аделаїд дійшов з командою до 1/8 фіналу. Всього взяв участь у 30 іграх на юнацькому рівні, відзначившись 2 забитими голами.
З 2018 року залучався до матчів молодіжної збірної Франції, у її складі поїхав на молодіжний чемпіонат Європи 2019 року в Італії.

## Статистика виступів

### Статистика клубних виступів
| Сезон               | Команда             | Чемпіонат           | Чемпіонат | Чемпіонат | Національний кубок | Національний кубок | Національний кубок | Континентальні кубки | Континентальні кубки | Континентальні кубки | Інші змагання | Інші змагання | Інші змагання | Усього | Усього | Усього |
| Сезон               | Команда             | Ліга                | Ігор      | Голів     | Ліга               | Ігор               | Голів              | Ліга                 | Ігор                 | Голів                | Ліга          | Ігор          | Голів         | Ігор   | Голів  |        |
| ------------------- | ------------------- | ------------------- | --------- | --------- | ------------------ | ------------------ | ------------------ | -------------------- | -------------------- | -------------------- | ------------- | ------------- | ------------- | ------ | ------ | ------ |
| 2014–15             | «Ланс-2»            | АЧФ (IV)            | 7         | 0         | -                  | -                  | -                  | -                    | -                    | -                    | -             | -             | -             | 7      | 0      |        |
| 2015–16             | «Арсенал»           | ПЛ                  | 0         | 0         | КА+КЛ              | 2+0                | 0                  | ЛЧ                   | 0                    | 0                    | -             | -             | -             | 2      | 0      |        |
| 2016–17             | «Арсенал»           | ПЛ                  | 0         | 0         | КА+КЛ              | 3+3                | 0                  | ЛЧ                   | 0                    | 0                    | -             | -             | -             | 6      | 0      |        |
| 2017–18             | «Арсенал»           | ПЛ                  | 0         | 0         | КА+КЛ              | 0+0                | 0                  | ЛЄ                   | 0                    | 0                    | -             | -             | -             | 0      | 0      |        |
| Усього за «Арсенал» | Усього за «Арсенал» | Усього за «Арсенал» | 0         | 0         |                    | 8                  | 0                  |                      | -                    | -                    |               | -             | -             | 8      | 0      |        |
| 2017–18             | «Анже»              | Л1                  | 10        | 0         | КФ+КЛ              | -                  | -                  | -                    | -                    | -                    | -             | -             | -             | 10     | 0      |        |
| 2018–19             | «Анже»              | Л1                  | 35        | 3         | КФ+КЛ              | 1+0                | 0                  | -                    | -                    | -                    | -             | -             | -             | 36     | 3      |        |
| сер. 2019           | «Анже»              | Л1                  | 1         | 1         | КФ+КЛ              | -                  | -                  | -                    | -                    | -                    | -             | -             | -             | 1      | 1      |        |
| Усього за «Анже»    | Усього за «Анже»    | Усього за «Анже»    | 46        | 4         |                    | 1                  | 0                  |                      | -                    | -                    |               | -             | -             | 47     | 4      |        |
| Усього за кар'єру   | Усього за кар'єру   | Усього за кар'єру   | 53        | 4         |                    | 9                  | 0                  |                      | -                    | -                    |               | -             | -             | 62     | 4      |        |

## Титули і досягнення
- Чемпіон Європи (U-17): 2015